# Бенуа Педретті
Бенуа Педретті (фр. Benoît Pedretti, нар. 12 листопада 1980, Оденкур) — французький футболіст, півзахисник клубу «Нансі».

## Клубна кар'єра
У дорослому футболі дебютував 1999 року виступами за «Сошо», в якій провів п'ять сезонів, взявши участь у 141 матчі чемпіонату і у 2001 році допоміг команді вийти до Ліги 1. Більшість часу, проведеного у складі «Сошо», був основним гравцем команди. За цей час виборов титул володаря Кубка Франції.
Після того по сезону провів у складі «Марселя» та «Ліон». Протягом цих років додав до переліку своїх трофеїв титул чемпіона Франції, проте в жодній з двох команд не затримався.
Своєю грою за останню команду привернув увагу представників тренерського штабу «Осера», до складу якого приєднався влітку 2006 року. Відіграв за команду з Осера наступні п'ять сезонів своєї ігрової кар'єри. Граючи у складі цієї команди також здебільшого виходив на поле в основному складі команди.
До складу клубу «Лілль» приєднався влітку 2011 року. Наразі встиг відіграти за команду з Лілля 71 матч в національному чемпіонаті.

## Виступи за збірну
2002 року у складі молодіжної збірної Франції став срібним призером молодіжного Євро в Швейцарії.
Того ж року дебютував в офіційних матчах у складі національної збірної Франції.
У складі збірної був учасником домашнього розіграшу Кубка Конфедерацій 2003 року, здобувши того року титул переможця турніру, та чемпіонату Європи 2004 року у Португалії,
Всього провів у формі головної команди країни 22 матчі. Втратив місце в основі збірної після того, як на тренерський пост прийшов Раймон Доменек. Доменек вважав, що гравці, які за гороскопом скорпіони, не повинні грати у збірній.

## Статистика виступів

### Статистика клубних виступів
| Сезон   | Клуб                | Ліга   | Ігор | Голів |
| ------- | ------------------- | ------ | ---- | ----- |
| 1999-00 | «Сошо»              | Ліга 2 | 2    | 0     |
| 2000-01 | «Сошо»              | Ліга 2 | 38   | 0     |
| 2001-02 | «Сошо»              | Ліга 1 | 33   | 0     |
| 2002-03 | «Сошо»              | Ліга 1 | 35   | 3     |
| 2003-04 | «Сошо»              | Ліга 1 | 33   | 2     |
| 2004-05 | «Олімпік» (Марсель) | Ліга 1 | 31   | 3     |
| 2005-06 | «Олімпік» (Ліон)    | Ліга 1 | 21   | 2     |
| 2006-07 | «Осер»              | Ліга 1 | 31   | 1     |
| 2007-08 | «Осер»              | Ліга 1 | 37   | 1     |
| 2008-09 | «Осер»              | Ліга 1 | 30   | 1     |
| 2009-10 | «Осер»              | Ліга 1 | 36   | 4     |
| 2010-11 | «Осер»              | Ліга 1 | 20   | 5     |
| 2011-12 | «Лілль»             | Ліга 1 | 31   | 4     |
| 2012-13 | «Лілль»             | Ліга 1 | 23   | 2     |

## Титули і досягнення
- Чемпіон Франції (1):

«Олімпік» (Ліон): 2005-06
- Володар Кубка французької ліги (1):

«Сошо»: 2003-04
- Володар Суперкубка Франції (2):

«Олімпік» (Ліон): 2005, 2006
- Володар Кубка конфедерацій (1):

Франція: 2003